# Planstatt
Die Planstatt ist ein Bauwerk in Darmstadt.

## Geschichte und Beschreibung
Die Planstatt ist ein dreigeschossiges Atelierhaus das nach Plänen des Architekten Ernst Neufert erbaut und im Jahre 1958 fertiggestellt wurde.
Das lange, schmale Bauwerk mit Flachdach besitzt Wände aus dunkel gebrannten Klinkersteinen.
Die horizontale Struktur des Ateliergebäudes wird durch die lagenweise aus der Fassade herausgezogen dunklen Klinker betont.
Das Atelier in der obersten Etage ist vollständig verglast.
In dem Gebäude residierte das Architekturbüro von Ernst Neufert.

## Die Planstatt heute
Die Planstatt dient nach wie vor als Ateliergebäude und Büro von Darmstädter Architekten.
Aus architektonischen und stadtgeschichtlichen Gründen ist das Bauwerk ein Kulturdenkmal.